# Øystein Møyla
Øystein Møyla, Øystein Øysteinsson Møyla (* 1157; † 1177 in der heutigen Kommune Re, Vestfold) war ein Birkebeinerhäuptling und Birkebeinerkönig. Seinen Beinamen „Møyla“ (Mädchen) erhielt er auf Grund seines kleinen Wuchses und kindlichen Aussehens.
Sein Vater war König Øystein II. (ca. 1125–1157); seine Mutter ist unbekannt. Er war Neffe der Könige Sigurd Munn und Inge Krogrygg.
Øystein Møyla war Anführer des ersten aufständischen Birkebeinerheeres, das 1174 sich gegen König Magnus Erlingsson und Erling Skakke erhob. Er wurde zwei Jahre später auf dem Øyrating zum König ausgerufen.
In den Quellen, die Øystein nahestehen, also Fagrskinna, Heimskringla und Sverres saga, wird er als Sohn von Øystein II. angegeben. Dann muss er vor 1157 geboren sein. Nach der Heimskringla suchte er beim schwedischen Jarl Birger Brosa in Östergötland Hilfe zum Aufbau einer Truppe gegen König Magnus V. Birger war mit Brigida Haraldsdatter verheiratet, die Øysteins Tante gewesen sein soll. Diese Verbindung und die nahe Verbindung zum schwedischen König Knut Eriksson würde die Unterstützung durch Birger Brosa erklären. Das rivalisierende Königsgeschlecht der Sverker wurde vom dänischen König Waldemar unterstützt, der seinerseits mit König Magnus V. in Norwegen alliiert war. Ein Aufstand gegen König Magnus konnte daher die Stellung Birgers sowohl in der norwegischen als auch in der schwedischen Oberschicht stärken.
Von Birger erhielt Øystein Geld und Mannschaft und ein Freundschaftsabkommen. In Marker stieß viel Volk zu ihm, und er wurde dort zum König ausgerufen. Seine Mannschaft hielt sich während der folgenden beiden Jahre vorwiegend im Grenzgebiet zu Schweden auf, unternahm aber auch einige Vorstöße gegen Viken. Aber bald ging ihm das Geld aus, und die Kleidung wurde zerschlissen, so dass sie Birkenrinde um die Wade wickelten. Davon erhielten sie ihren Namen „Birkebeiner“. Im Sommer 1176 erhielten die Birkebeiner endlich ein Schiff, und sie fuhren an Bergen vorbei, ohne dass König Magnus und Jarl Erling dies bemerkten, nach Nidaros. Nikolas Skjaldvorsson, der Nidaros verteidigen sollte, konnte dem Angriff der Birkebeiner nicht standhalten. Sie nahmen die Stadt ein, und Øystein wurde auf dem Øyrating zum König ausgerufen. Nun stießen viele Männer aus der Umgebung zu ihnen, so dass das Heer schließlich auf 2.000 Mann anwuchs. Sie zogen auf dem Landweg nach Viken, da sie fürchteten, dass Magnus von Bergen kommen werde. Aber Magnus war nach Tønsberg gezogen. Es kam im Januar 1177 bei Re zur Schlacht. Die Birkebeiner waren zwar zahlenmäßig überlegen, aber große Mengen von Schnee behinderte sie. Øystein Møyla fiel. Er war der letzte Gegenkönig, der im Kampf gegen die Könige von Vik und den Adligen in Vestlandet fiel. Nach ihm nämlich scharten sich die Birkebeiner um Sverre.
Øysteins Rolle und Bedeutung wird in den Quellen unterschiedlich beurteilt. Heimskringla schätzt seine Bedeutung und seine Unterstützung durch Birger hoch ein. Fagrskinna erwähnt das Bündnis mit Birger nur beiläufig und stellt den Zulauf für Øystein aus bereits früheren aufständischen Gruppen in den Vordergrund. Danach waren es junge Männer, die ihre Freunde bei ihren Kämpfen gegen Magnus verloren hatten, die sich Øystein anschlossen. Nach der Sverres Saga war Sverre, der Nachfolger Øysteins, gegenüber Øystein wegen dessen Jugend skeptisch eingestellt. Aber ihm gelang es doch im Gegensatz zu früheren jugendlichen Thronanwärtern, wie Håkon Herdebrei oder Sigurd Markusfostre, die Elite derer, die schon früher gegen Magnus gekämpft hatten, oder deren Nachkommen an die Birkebeiner zu binden.